# 热贝库尔和阿普勒蒙
热贝库尔和阿普勒蒙（法語：Gerbécourt-et-Haplemont，法語發音：[ʒɛʁbekuʁ e apləmɔ̃]）是法国默尔特-摩泽尔省的一个市镇，属于南锡区。

## 地理
热贝库尔和阿普勒蒙（48°29'22"N, 6°9'47"E）面积5.26 平方千米，位于法国大東部大區默尔特-摩泽尔省，该省份为法国东北部内陆省份，是洛林的一部分，北邻比利时、卢森堡，北起顺时针与摩泽尔省、下莱茵省、孚日省和默兹省接壤。
与热贝库尔和阿普勒蒙接壤的市镇（或旧市镇、城区）包括：阿夫拉库尔、桑特雷、布雷农河畔克莱雷、阿鲁埃、勒曼维尔、奥梅尔蒙、奥尔姆和维尔、唐通维尔。

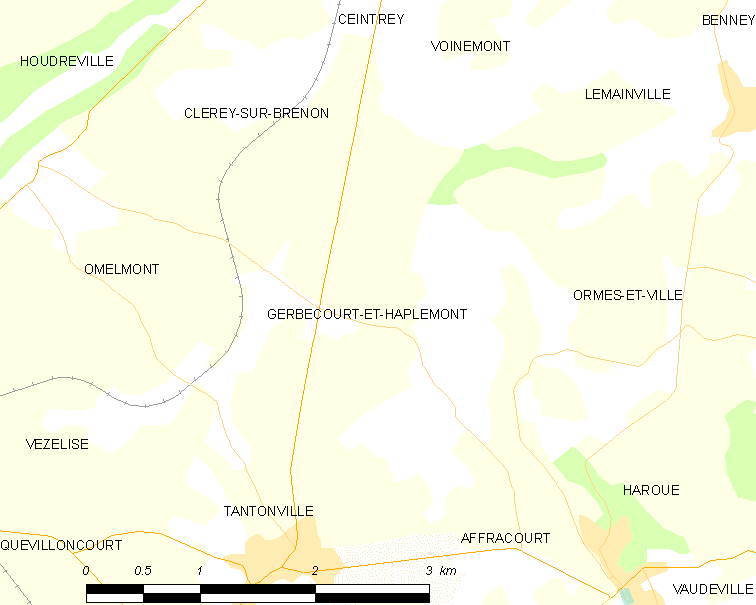
热贝库尔和阿普勒蒙的OSM定位图

热贝库尔和阿普勒蒙的时区为UTC+01:00、UTC+02:00（夏令时）。

## 行政
热贝库尔和阿普勒蒙的邮政编码为54740，INSEE市镇编码为54221。

## 政治
热贝库尔和阿普勒蒙所属的省级选区为梅讷欧桑图瓦县。

## 人口

1962-2008年间热贝库尔和阿普勒蒙人口变化图示

热贝库尔和阿普勒蒙于2022年1月1日时的人口数量为243人。